# Austin FC
L'Austin Football Club, noto semplicemente come Austin, è un club calcistico statunitense con sede nell'omonima città del Texas. Dal 2021 milita nella Major League Soccer e disputa le proprie partite casalinghe al Q2 Stadium, impianto da 20.738 posti a sedere.

## Storia
Nel 2017 il proprietario dei Columbus Crew, Anthony Precourt, annunciò di avere intenzione di trasferire la franchigia ad Austin per la stagione 2019 di Major League Soccer; nel 2018 furono svelati nome, stemma e colori del club durante un evento pubblico tenutosi nella capitale del Texas.
In seguito a moti di protesta dei tifosi dei Columbus Crew, emersero nuovi investitori interessati all'acquisto del club giallo-nero; nel 2019, a passaggio di consegne completato, la Major League Soccer annunciò che la franchigia dell'Ohio avrebbe continuato a partecipare al campionato, mentre Austin si sarebbe costituito ex-nihilo, unendosi alla lega a partire dalla stagione 2021.
Il 17 aprile 2021 l'Austin esordì in Major League Soccer perdendo per 0-2 sul campo di Los Angeles.
La stagione 2022 vede la franchigia texana al suo secondo anno in MLS: la stagione regolare termina con un secondo posto in Western Conference ed un quarto piazzamento in classifica generale; la fase play-off si conclude in semifinale di Conference, venendo battuti dal Los Angeles FC, futuro campione. Grazie al buon piazzamento della stagione precedente, Austin si qualifica per la prima volta alla Champions League, venendo sorteggiata agli ottavi di finale contro il Violette. L'inesperienza ad un palcoscenico del genere porta all'immediata eliminazione, difatti il club statunitense perde 3-0 all'andata per poi tentare la rimonta nel match di ritorno contro gli haitiani (0-2), che però non arriva venendo così eliminati.

## Colori e simboli
I colori dell'Austin FC sono il verde e il nero, che sulla maglia interna sono disposti a strisce verticali di eguale larghezza; la maglia esterna è invece bianca.
- Casa

| Adidas 2021-2022 |  | Adidas 2023-2024 |  | Adidas 2024-2025 |

- Trasferta

| Adidas 2021-2022 |  | Adidas 2023-2024 |

Lo stemma è uno scudetto nero recante il disegno stilizzato di due querce verdi, costituite da due radici e due ramificazioni ciascuna, con un totale di undici foglie; in capo è presente il nome della città, a lettere stampatelle bianche, mentre ai lati della quercia compaiono le lettere FC. La filosofia del simbolo è stata così riassunta dal club: il colore verde brillante (denominato bright verde) intende rappresentare "la vitalità e l'energia creativa di Austin", le quattro radici e ramificazioni delle querce simboleggiano i punti cardinali e il loro disegno intrecciato esprime la volontà che tutta la città partecipi alle sorti della squadra; infine le undici foglie sono l'allegoria dei giocatori schierati in campo. L'albero è altresì un riferimento a uno dei simboli cittadini, la Treaty Oak, una quercia secolare considerata sacra dalle tribù Comanche e Tonkawa che popolavano la zona prima della colonizzazione europea.
Tratto peculiare della strategia comunicativa del club è l'afflato multiculturale, in particolare col richiamo esplicito alla cultura ispanica, la cui comunità costituisce circa un terzo della popolazione di Austin. La franchigia ha infatti scelto come soprannome ufficiale Verde (accanto al "geografico" ATXFC, contrazione di "Austin, Texas Football Club") e distribuisce gran parte del proprio merchandising ufficiale con iscrizioni in spagnolo, lingua che connota altresì gli slogan usati dalla tifoseria.

## Società
Gli investitori della franchigia sono organizzati nella holding Two Oak Ventures (precedentemente denominata Precourt Sports Ventures), guidata dall'imprenditore Anthony Precourt. Tra i comproprietari vi sono l'attore Matthew McConaughey, gli imprenditori Eduardo Margain e Bryan Sheffield e l'ex dirigente Dell Marius Haas.

## Statistiche e record

### Partecipazione ai campionati
Di seguito la partecipazione dell'Austin FC ai campionati.
| Livello | Categoria | Partecipazioni | Debutto | Ultima stagione | Totale |
| ------- | --------- | -------------- | ------- | --------------- | ------ |
| 1º      | MLS       | 3              | 2021    | 2023            | 3      |

Negli Stati Uniti non esiste un sistema di promozioni e retrocessioni fra le leghe, quindi la distinzione in livelli delle leghe va intesa in base all'importanza commerciale del campionato e alla ratifica da parte della federazione.

### Partecipazione alle coppe
Di seguito la partecipazione dell'Austin FC alle coppe.
| Competizione              | Partecipazioni | Debutto | Ultima stagione | Totale |
| ------------------------- | -------------- | ------- | --------------- | ------ |
| Lamar Hunt U.S. Open Cup  | 2              | 2022    | 2023            | 2      |
| CONCACAF Champions League | 1              | 2023    | 2023            | 1      |
| Leagues Cup               | 1              | 2023    | 2023            | 1      |

## Organico

### Rosa 2025
Aggiornata al 24 luglio 2025.
| N. |                        | Ruolo | Calciatore        |
| -- | ---------------------- | ----- | ----------------- |
| 1  | Stati Uniti (bandiera) | P     | Brad Stuver       |
| 2  | Stati Uniti (bandiera) | D     | Matt Hedges       |
| 3  | Danimarca (bandiera)   | D     | Mikkel Desler     |
| 4  | Stati Uniti (bandiera) | D     | Brendan Hines-Ike |
| 5  | Ucraina (bandiera)     | C     | Oleksandr Svatok  |
| 6  | Spagna (bandiera)      | C     | Ilie Sánchez      |
| 7  | Colombia (bandiera)    | A     | Jáder Obrian      |
| 8  | Venezuela (bandiera)   | C     | Daniel Pereira    |
| 9  | Stati Uniti (bandiera) | A     | Brandon Vázquez   |
| 10 | Albania (bandiera)     | A     | Myrto Uzuni       |
| 11 | Ghana (bandiera)       | C     | Osman Bukari      |
| 14 | Svezia (bandiera)      | C     | Besard Sabovic    |
| 16 | Finlandia (bandiera)   | C     | Robert Taylor     |

| N. |                        | Ruolo | Calciatore          |
| -- | ---------------------- | ----- | ------------------- |
| 17 | Irlanda (bandiera)     | A     | Jon Gallagher       |
| 18 | Costa Rica (bandiera)  | D     | Julio Cascante      |
| 19 | Stati Uniti (bandiera) | A     | CJ Fodrey           |
| 20 | Argentina (bandiera)   | C     | Nicolás Dubersarsky |
| 21 | Cile (bandiera)        | A     | Diego Rubio         |
| 23 | Slovenia (bandiera)    | D     | Žan Kolmanič        |
| 26 | Liberia (bandiera)     | A     | Jimmy Farkarlun     |
| 29 | Brasile (bandiera)     | D     | Biro                |
| 30 | Stati Uniti (bandiera) | P     | Stefan Cleveland    |
| 32 | Stati Uniti (bandiera) | C     | Micah Burton        |
| 33 | Stati Uniti (bandiera) | C     | Owen Wolff          |
|    | Svizzera (bandiera)    | A     | Nicky Beloko        |

### Rosa 2024
Aggiornata al 16 marzo 2024.
| N. |                        | Ruolo | Calciatore        |
| -- | ---------------------- | ----- | ----------------- |
| 1  | Stati Uniti (bandiera) | P     | Brad Stuver       |
| 2  | Stati Uniti (bandiera) | D     | Matt Hedges       |
| 4  | Stati Uniti (bandiera) | D     | Brendan Hines-Ike |
| 5  | Colombia (bandiera)    | C     | Jhojan Valencia   |
| 6  | Venezuela (bandiera)   | C     | Daniel Pereira    |
| 7  | Ghana (bandiera)       | C     | Osman Bukari      |
| 8  | Finlandia (bandiera)   | C     | Alexander Ring    |
| 9  | Stati Uniti (bandiera) | A     | Gyasi Zardes      |
| 11 | Colombia (bandiera)    | A     | Jáder Obrian      |
| 13 | Stati Uniti (bandiera) | A     | Ethan Finlay      |
| 14 | Argentina (bandiera)   | C     | Diego Rubio       |
| 15 | Finlandia (bandiera)   | D     | Leo Väisänen      |

| N. |                        | Ruolo | Calciatore       |
| -- | ---------------------- | ----- | ---------------- |
| 16 | Stati Uniti (bandiera) | D     | Héctor Jiménez   |
| 17 | Irlanda (bandiera)     | A     | Jon Gallagher    |
| 18 | Costa Rica (bandiera)  | D     | Julio Cascante   |
| 19 | Stati Uniti (bandiera) | A     | CJ Fodrey        |
| 20 | Stati Uniti (bandiera) | P     | Matt Bersano     |
| 23 | Slovenia (bandiera)    | D     | Žan Kolmanič     |
| 26 | Liberia (bandiera)     | A     | Jimmy Farkarlun  |
| 29 | Brasile (bandiera)     | D     | Biro             |
| 30 | Stati Uniti (bandiera) | P     | Stefan Cleveland |
| 32 | Stati Uniti (bandiera) | C     | Micah Burton     |
| 33 | Stati Uniti (bandiera) | C     | Owen Wolff       |
| 39 | Stati Uniti (bandiera) | D     | Antonio Gomez    |

### Rosa 2023
Aggiornata al 15 febbraio 2023.
| N. |                        | Ruolo | Calciatore        |
| -- | ---------------------- | ----- | ----------------- |
| 1  | Stati Uniti (bandiera) | P     | Brad Stuver       |
| 3  | Egitto (bandiera)      | D     | Amro Tarek        |
| 4  | Stati Uniti (bandiera) | D     | Kipp Keller       |
| 5  | Colombia (bandiera)    | C     | Jhojan Valencia   |
| 6  | Venezuela (bandiera)   | C     | Daniel Pereira    |
| 7  | Argentina (bandiera)   | A     | Emiliano Rigoni   |
| 8  | Finlandia (bandiera)   | C     | Alexander Ring    |
| 9  | Stati Uniti (bandiera) | A     | Gyasi Zardes      |
| 10 | Argentina (bandiera)   | A     | Sebastián Driussi |
| 11 | Paraguay (bandiera)    | A     | Rodney Redes      |
| 12 | Stati Uniti (bandiera) | P     | Damian Las        |
| 13 | Stati Uniti (bandiera) | A     | Ethan Finlay      |
| 14 | Uruguay (bandiera)     | C     | Diego Fagúndez    |
| 15 | Finlandia (bandiera)   | D     | Leo Väisänen      |
| 16 | Stati Uniti (bandiera) | D     | Héctor Jiménez    |

| N. |                        | Ruolo | Calciatore             |
| -- | ---------------------- | ----- | ---------------------- |
| 17 | Irlanda (bandiera)     | A     | Jon Gallagher          |
| 18 | Costa Rica (bandiera)  | D     | Julio Cascante         |
| 19 | Stati Uniti (bandiera) | A     | CJ Fodrey              |
| 20 | Stati Uniti (bandiera) | P     | Matt Bersano           |
| 21 | Svezia (bandiera)      | D     | Adam Lundqvist         |
| 22 | Francia (bandiera)     | C     | Sofiane Djeffal        |
| 23 | Slovenia (bandiera)    | D     | Žan Kolmanič           |
| 24 | Stati Uniti (bandiera) | D     | Nick Lima              |
| 26 | Stati Uniti (bandiera) | D     | Charlie Asensio        |
| 28 | Stati Uniti (bandiera) | A     | Alfonso Ocampo-Chávez  |
| 29 | Stati Uniti (bandiera) | A     | Will Bruin             |
| 33 | Stati Uniti (bandiera) | C     | Owen Wolff             |
| 37 | Argentina (bandiera)   | A     | Maximiliano Urruti     |
| 66 | Serbia (bandiera)      | D     | Aleksandar Radovanović |